# Västra Göinge kontrakt
Västra Göinge Provsti eller Vester Gønge Provsti (svensk: Västra Göinge kontrakt eller Västra Göinge prosteri) er et provsti i Lunds Stift indenfor Svenska kyrkan. Provstiets menigheder virker indenfor Hässleholms kommun.
Provstiet ligger i det nordlige Skåne, og det ligger stort set i det gamle Vester Gønge Herred.
Provstiet blev oprettet i 1722, da Gønge Provsti blev delt i Øster Gønge Provsti og Vester Gønge Provsti.